# 学年誌
学年誌（がくねんし）は、幼稚園などの就学前教育、小学生、中学生、高校生向けの学習雑誌。対象学年を絞っていることが特徴である。

## 概要
雑誌構成は、時事的な話題、漫画、読み物、学習・教育コーナーなどで構成される。特に学習・教育コーナーも含むことで、娯楽中心の少年雑誌に比べて、雑誌を実際に購入する保護者に支持されやすい傾向にあった。
1980年代後半以降、小学生向け雑誌は学年別雑誌からトイホビーを副次的に扱った児童向け漫画雑誌や女児向けファッション雑誌といったジャンル別の雑誌が人気を博し、それに加えて少子化の影響により、学年誌は次第に衰退した。
小学館の学年別学習雑誌も2000年代に入った後では、小学校低・中学年向けでは「ベイブレード」や「甲虫王者ムシキング」、「オシャレ魔女♥ラブandベリー」などの玩具やコンピュータゲームのタイアップ記事を掲載したり、小学校高学年向けではアイドルを柱に、政治問題、社会問題、果ては就職問題、2ちゃんねるといった時事問題まで取り上げたりしていた。しかし、
『小学五年生』『小学六年生』が2009年度末を以て休刊したのを皮切りに、2011年度に『小学三年生』『小学四年生』、2016年度末に『小学二年生』が休刊し、2017学校年度時点で小学館が発行する学年誌は『小学一年生』と、未就学児向けの『幼稚園』『学習幼稚園』のみである。また、『小学二年生』の後継とした小学校全学年向け学習誌として『小学8年生』が創刊された。
小学校中・高学年向けの学研の科学と学習も定番だったが、こちらも2009年度末をもって全学年を休刊した。
かつては講談社も学年誌『たのしい一年生～六年生』を発行していたが、1962年度までを以て休刊している。現存する4～6歳の未就学児向け雑誌である『たのしい幼稚園』の題号は学年誌へと続く誌名の名残によるものである。実際、2006年度に限って『たのしい一年生』は2005年度に『かしこい一年生』から改名する形で『入学準備 小学一年生』と競合する年長児向け小学校入学準備雑誌に変えて事実上の復刊をした事があった。
1970年代には小学生中学年向けにまで対象を拡大していた旺文社は、本命の中学生向けを1991年に廃刊し、学年誌から撤退した。中学生・高校生を対象とした学年誌は長年、旺文社の「中○時代」「高○時代」と学研の「中○コース」「高○コース」がライバル誌だった。
学年別ではないものの、家の光協会発行の小学生の全学年向け雑誌である『こどもの光』→『ちゃぐりん』が、娯楽性を追求することなく、『小学8年生』と競合した従来の学習誌路線を堅持している。